# 長蛇座LV
長蛇座LV，又名CD-32 8413，HD 103789、SAO 202971、HR 4571，是長蛇座的一颗恒星，视星等为6.21，位于銀經290.06，銀緯28.19，其B1900.0坐标为赤經11h 51m 58.8s，赤緯-32° 28.19′ 31″。